# Большая Донщинка
Большая Донщинка — хутор в Клетском районе Волгоградской области России. Входит в состав Перелазовского сельского поселения.
Население 50 чел. (2010) .

## История
Находясь в Усть-Медведицком округе Области Войска Донского, на хуторе существовала Покровская церковь.
В соответствии с Законом Волгоградской области от 14 февраля 2005 года № 1003-ОД «Об установлении границ и наделении статусом Клетского района и муниципальных образований в его составе», хутор вошёл в состав образованного Перелазовского сельского поселения.

## География
Расположен в западной части региона, по реке Донщинка.	
Уличная сеть состоит из трёх географических объектов: улицы Степная, Хуторская и Центральная
Абсолютная высота 116 метров над уровнем моря.

## Население
| 2010 |
| ---- |
| 50   |

Гендерный состав
По данным Всероссийской переписи населения 2010 года в гендерной структуре населения из 50 человек мужчин — 23, женщин — 27 (46,0 и 54,0 % соответственно).
Национальный состав
Согласно результатам переписи 2002 года, в национальной структуре населения
русские составляли 70 % от общей численности населения в 69 чел..

## Инфраструктура
Личное подсобное хозяйство.

## Транспорт
Просёлочные дороги.